# 亚甲基环己烷
亚甲基环己烷是一种有机化合物，化学式为C7H12，是难溶于水的无色液体。它可由Wittig反应，或由环己酮和Tebbe试剂反应制得。它和二氧化硫作用，异构为1-甲基环己烯。